# 早田福蔵
早田 福蔵（はやた ふくぞう、1890年〈明治23年〉9月25日 - 没年不詳）は、日本の検事。朝鮮総督府官僚。弁護士。税理士。

## 経歴
長崎県上県郡佐須奈村（現在の対馬市）出身。1917年（大正6年）、東京帝国大学法学部独法科を卒業。大邱地方法院司法官補、同判事、平壌地方法院検事、平壌地方法院新義州支庁検事、京城地方法院水原支庁検事、同春川支庁検事、清津地方法院検事、大邱覆審法院検事、全州地方法院検事、京城地方法院検事、公州地方法院検事正、大田地方法院検事正、釜山地方法院検事正、大邱地方法院検事正を歴任。1943年（昭和18年）、朝鮮総督府法務局長に就任した。
戦後は弁護士および税理士を開業し、静岡地方裁判所、同家庭裁判所各判事、裁判所調停委員、保護司、静岡県保護司連盟会長を歴任した。